# Araci Esteves
Araci Esteves de Oliveira Soares (Osório, 21 de janeiro de 1939) é uma atriz brasileira. Bacharel em artes dramáticas, foi uma das fundadoras do Teatro de Arena de Porto Alegre e integrou a Companhia de Comédias, com Dercy Gonçalves, excursionando pela Europa como atriz convidada.
Atua há mais de quarenta anos nos palcos gaúchos recebendo diversos Prêmios Açorianos por seu trabalho nos palcos.

## Carreira
Em 1951, Araci Esteves se estabeleceu em Porto Alegre, onde estudou com a professora de teatro Olga Reverbel. Participou do Teatro Infantil Permanente do Instituto de Educação - TIPIE na escola normal que frequentava, sua primeira experiência teatral. Em 1963 entrou no Curso de Arte Dramática (CAD) da Universidade do Rio Grande do Sul (URGS), a atual UFGRS, atuando no âmbito acadêmico. Na URGS, teve aulas com professores como Gerd Bornheim, Fausto Fuser e Lúcia Mello. Veio a se formar no ano de 1965.
Quando estava na universidade, a capital gaúcha passava por um momento difícil para o teatro, com o fim do Teatro de Equipe em 1962. Ela se juntou a outros jovens atores como Jairo de Andrade, Alba Rosa e Edwiga Falej e fundou o Grupo de Teatro Independente (GTI), inspirada no Teatro de Arena e no Teatro Oficina, de São Paulo, e no Grupo Opinião, do Rio de Janeiro. Desse grupo se originou o Teatro de Arena de Porto Alegre.
O GTI se instalou nos altos do viaduto da avenida Borges de Medeiros, e em 1966 participou de um período intenso do grupo, que chegou a apresentar seis espetáculos em apenas um ano, com temporadas em Porto Alegre e outras cidades gaúchas. Ela acabou deixando o grupo, interessada em novas experiências. Ainda em Porto Alegre, trabalhou com Miguel Grant, e depois partiu para o eixo Rio-São Paulo. No Rio de Janeiro teve a oportunidade de trabalhar com Flávio Rangel e Silnei Siqueira. Sua estreia no cinema foi com a película Um é Pouco, Dois é Bom, em 1970.
No início dos anos 1970, a Companhia de Comédias a convidou para participar de uma temporada europeia da peça A Dama das Camélias, onde trabalhou com Dercy Gonçalves, na época já uma atriz experiente. Após a temporada de três meses, permaneceu mais um ano na Europa, excursionando com espetáculos.
Ao retornar ao Rio Grande do Sul conheceu Carlos Carvalho, com quem se casou em 1973. Eles permaneceram juntos até 1985, com a morte dele. A parceria não se resumiu ao casamento, com uma produção ativa até os anos 1980, trabalhando com o diretor Luiz Paulo Vasconcellos, a atriz Sandra Dani e os atores Sérgio Silva e Bira Valdez, criando espetáculos de qualidade técnica e estética, como Boneca Teresa ou Canção de Amor e Morte de Gelsi e Valdinete, de 1975, com Luiz Paulo Vasconcellos na direção e texto de Carlos Carvalho, e Champagne para Mãe Tuda, 1984, de Carlos Carvalho e direção de Luiz Paulo Vasconcellos, com Araci Esteves como a protagonista.
Em O Rei da Vela, de 1982, com texto de Oswald de Andrade e direção de Irene Brietzke, Araci brilhou mais uma vez.
Em Anahy de las Misiones, de 1997, teve seu papel de maior destaque no cinema, como a protagonista Anahy, onde ganhou o prêmio de Melhor Atriz no Festival de Cinema de Trieste. Também fez alguns papéis na televisão, nas novelas da Globo Esperança, de 2002 e Eterna Magia, de 2007, na minissérie da Globo A Casa das Sete Mulheres, de 2003, e na minissérie da televisão portuguesa RTP Segredo, de 2005.

## Filmografia

### Televisão
| Ano  | Título                   | Personagem       |
| ---- | ------------------------ | ---------------- |
| 2007 | Eterna Magia             | Medéia (Leonora) |
| 2005 | Segredo                  | Mariana          |
| 2003 | A Casa das Sete Mulheres | Madre            |
| 2002 | Esperança                | Constância       |
| 2000 | Os Farrapos              | —                |

### Cinema
| Ano  | Título                      | Personagem     | Notas          |
| ---- | --------------------------- | -------------- | -------------- |
| 2023 | Casa Vazia                  | Mãe de Raul    |                |
| 2018 | O Avental Rosa              | Aurora         |                |
| 2013 | Gotas de Fumaça             | Bibi           | Curta-metragem |
| 2009 | Quase um Tango...           | Esmeralda      |                |
| 2009 | Maldita                     | Dona Sepúlveda | Curta-metragem |
| 2008 | Sonho Lúcido                | Margot         | Curta-metragem |
| 2007 | Valsa para Bruno Stein      | Olga           |                |
| 2007 | Nossa Senhora de Caravaggio | Dona Rosa      |                |
| 2006 | O Sr. e a Sra. Martins      | Laura Martins  | Curta-metragem |
| 2005 | Concerto Campestre          | Dona Brígida   |                |
| 2005 | Diário de um Novo Mundo     | Parteira       |                |
| 2003 | Noite de São João           | Joaquina       |                |
| 2001 | Netto Perde Sua Alma        | Sra. Guimarães |                |
| 2000 | Quem?                       | Márcia         | Curta-metragem |
| 1999 | Oriundi                     | Paola          |                |
| 1997 | Anahy de las Misiones       | Anahy          |                |
| 1990 | Nostalgia                   | Vizinha        |                |
| 1988 | O Mentiroso                 | Joana          |                |
| 1985 | Aqueles Dois                | Dona da pensão |                |
| 1984 | A Divina Pelotense          | Mulher         | Curta-metragem |
| 1983 | Inverno                     | Mãe            |                |
| 1970 | Um é Pouco, Dois é Bom      | Hortência      |                |

## Teatro[21]
- 2009 - MarLeni
- 2003 - Beckett na Veia
- 2001 - Maria Degolada
- 1994 - Um Homem É Um Homem
- 1993 - Inimigo do Povo
- 1990 - Esta É a Sua Vida ou Hospede a Primavera em Sua Casa
- 1989 - Essência de Macaco
- 1989 - A Gaivota
- 1984 - Champagne para Mãe Tuda
- 1982 - O Rei da Vela
- 1982 - Que se Passa, Che?
- 1981 - Happy End
- 1980 - Pega pra Kaputt!
- 1979 - Liberdade, Liberdade
- 1975 - Sexta-feira das Paixões
- 1975 - Boneca Teresa ou Canção de Amor e Morte de Gelsi e Valdinete
- 1972 - O Auto do Pastorzinho e seu Rebanho
- 1972 - Memórias de um Sargento de Milícias
- 1970 - A Dama das Camélias
- 1970 - A Serpente
- 1969 - As Criadas
- 1969 - Mirandolina
- 1968 - Os Sete Gatinhos
- 1968 - O Fardão
- 1968 - As Fúrias
- 1967 - O Milagre de Annie Sullivan
- 1967 - Toda Nudez Será Castigada
- 1966 - Soraya Posto 2
- 1966 - Um Elefante no Caos
- 1966 - A Farsa da Esposa Perfeita
- 1966 - Ratos e Homens
- 1966 - O Demorado Adeus
- 1965 - Sem Entrada e Sem Mais Nada
- 1965 - Vereda da Salvação
- 1964 - O Doente Imaginário
- 1963 - Quatro Pessoas Passam Enquanto as Lentilhas Cozinham
- 1963 - O Processo de Lucullus

## Premiações
- Por seu papel em Anahy de las Misiones venceu o prêmio de 'Melhor atriz' no Festival de Trieste que ocorre na Itália.[22] Também venceu o prêmio APTC de 'melhor atriz' de Cinema Gaúcho por sua atuação no longa.[23]
- Por dois anos consecutivos (1997 e 1998) ganhou o Prêmio Açorianos de melhor atriz pelo desempenho no filme Anahy de las Misiones.[6]
- Devido sua atuação Anahy de las Misiones venceu o Troféu Candango de 'Melhor Atriz' no Festival de Brasília de 1997.[24]
- Ainda por Anahy de las Misiones venceu o Prêmio Guarani de 1997.[25]